# Гурецкий, Роман
Роман Гурецкий (пол. Roman Górecki; 27 августа 1889, Старая Соль, Старосамборского повета, Львовского воеводства, Австро-Венгрии (ныне в Старосамборской общине Львовской области, Украина) — 9 августа 1946, Искойд Парк графства Шропшир, Англия) — польский государственный, общественный и военный деятель, доктор юридических наук, генерал бригады Войска Польского (1924), президент Банка Народного хозяйства, министр промышленности и торговли Польской Республики (1935—1936) в правительстве М. Зындрам-Косцялковского, комендант Федерации польских союзов защитников Отчизны (1927—1946), президент Национальной футбольной лиги, Польского Туристического Клуба, морской и речной лиги (1929—1930), масон.

## Биография
С 1908 года обучался на юридическом факультете Львовского университета. В 1914 году получил научную степень доктора права.
В 1910 окончил офицерские курсы. Участник первой мировой войны. В августе 1914 организовал стрелковый отряд, в составе которого влился в польские легионы. Закончил войну в 1918 капитаном, начальником интендантской службы польских легионов.
До 1926 служил в польской армии. В 1927—1935 и 1936—1939 был президентом банка. В октябре 1935 — мае 1936 — исполнял функции министра промышленности и торговли Польской Республики.
Одновременно с должностью президента государственного Банка национального хозяйства совмещал должности председателей Стараховицкого горнорудного товарищества, фирмы «Азот», фирмы «Польская химическая промышленность», а также Общества по эксплуатации месторождений калийных солей.
В 1927 организовал и до 1946 года возглавлял Федерацию польских союзов защитников Отчизны, был создателем польской секции международной федерации бывших ветеранов (FIDAC), с 1932 — вице-президент, а в 1927—1946 — комендант этой организации.
С 1926 — президент футбольного клуба «Легия» (Варшава), заложил фактические основы функционирования клуба, организовал его финансирование и осуществил строительство столичного стадиона «Легии». Был также одним из организаторов и первым президентом польской футбольной лиги (1.03.1926—8.01.1928).
В 1928 избран руководителем Польского Туристического Клуба
В сентябре 1939 после оккупации Польши войсками вермахта, через Румынию и Францию эмигрировал в Англию. Читал лекции польским студентам.
Умер в 1946 году в военном госпитале.

## Награды
- Серебряный Крест ордена Virtuti Militari
- Командорский Крест Ордена Возрождения Польши
- Офицерский Крест Ордена Возрождения Польши
- Крест Независимости
- Крест Храбрых (трижды)
- Золотой Крест Заслуги
- Кавалер Ордена Почётного легиона (Франция)
- Командорский крест Ордена Леопольда I (Бельгия)